# Base aerea di Maatan as-Sarra
La base aerea di Maatan as-Sarra è una base aerea situata nei pressi dell'oasi di Maatan as-Sarra, nel sud della Libia.
Durante la guerra libico-ciadiana, la base venne ampiamente utilizzata dall'aeronautica libica per effettuare attacchi aerei in territorio ciadiano. Per questo motivo, il 5 settembre 1987 le forze armate ciadiane hanno condotto un attacco a sorpresa prendendo il controllo della base. Il giorno dopo, l'hanno abbandonata dopo aver distrutto la maggior parte delle infrastrutture e dell'attrezzatura militare.